# Vändåtberget
A reserva natural de Vändåtberget (345 ha), estabelecida em 1 de julho de 1989, está localizada numa área montanhosa da comuna de Örnsköldsvik, na Suécia.